# Beijo de língua

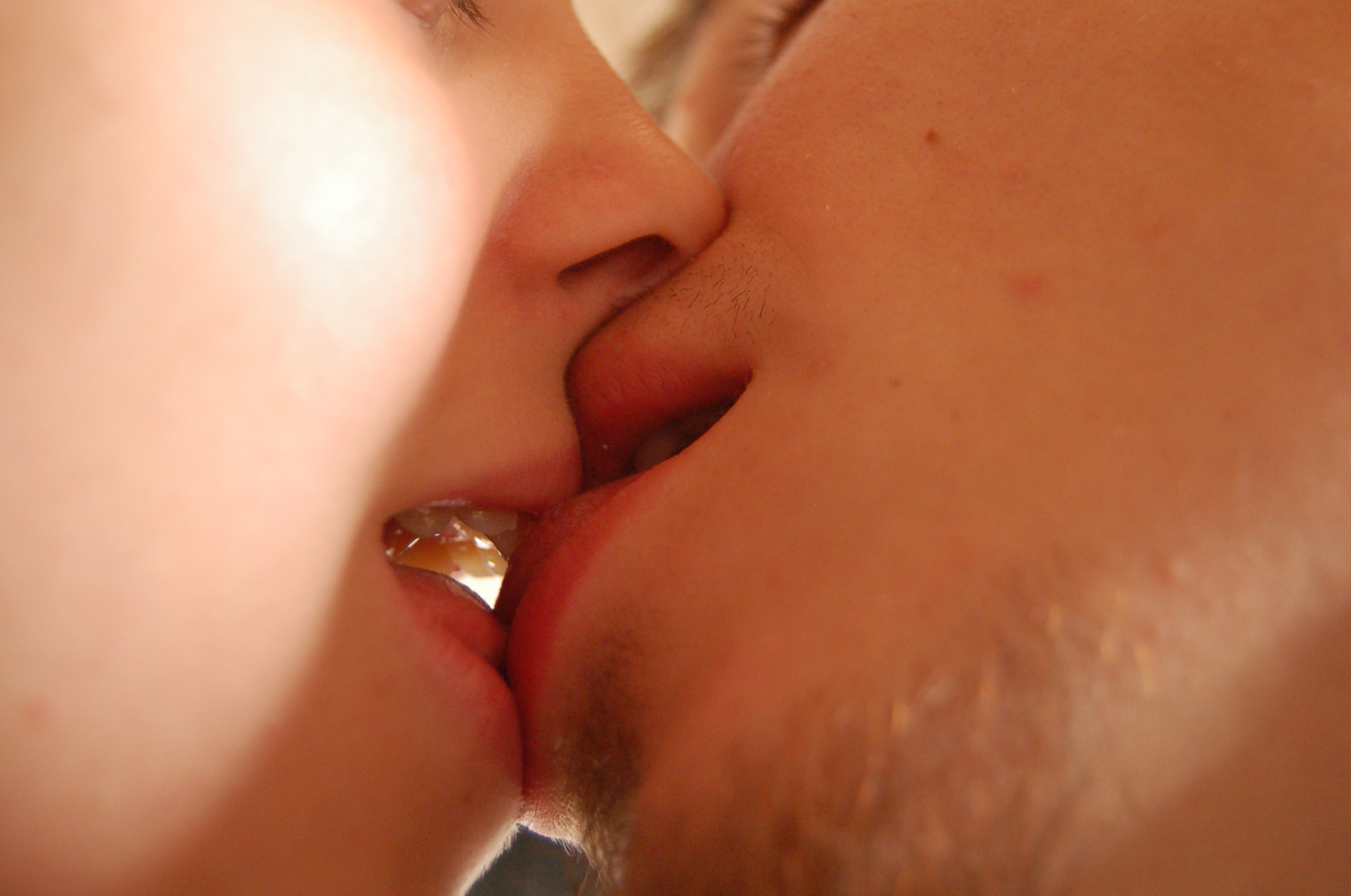
Beijo de Língua.

O beijo de língua (também chamado de linguado em Portugal ou até mesmo beijo francês em diversos países) é uma forma de beijo de forte conotação romântica, em que os parceiros fazem movimentos mútuos com a língua um do outro.
Embora sejam comuns dentro da família os beijos nos lábios (popularmente conhecido como "selinho" ou "bate-chapas"), um beijo usando a língua quase sempre indica algum relacionamento de ordem romântica, podendo ter ou não compromisso - nesse último caso, diz-se popularmente que os parceiros são ficantes. O beijo de língua estimula os lábios, a língua e a boca, que são áreas muito sensíveis ao tato, e de maneira geral as pessoas consideram algo muito prazeroso e altamente íntimo. É também bastante freqüente antes das relações sexuais e mesmo durante. Diferentemente de outras formas de beijo, o beijo de língua tende a ser prolongado, intenso e apaixonado. Devido à intimidade associada, esse beijo em público é considerado falta de educação em muitos paises do mundo. Em lugares como Israel, o beijo de língua é culturalmente considerado indecente.
No beijo de língua, os parceiros trocam saliva, o que em outras circunstâncias é considerado algo repulsivo, mas nesse caso pode servir para aumentar a excitação. Embora a maior parte das doenças sexualmente transmissíveis não seja transmitida através do beijo, é possível contrair algumas doenças por meio dessa prática, como é o caso da mononucleose infecciosa. A cada beijo, são transmitidas em torno de 250 mil bactérias.
O dia do beijo é comemorado aos 13 de abril.